# Адам Опольський

Колишній Католицький дім у Львові.

Ада́м Опо́льський (пол. Adam Opolski, 1878, Журавно — 1943, Журавно) — інженер, архітектор.

## Біографія
Народився 1878 року в містечку Журавно Львівської області. Закінчив відділ архітектури Львівської політехніки 1904 року. Обійняв посаду головного архітектора міста Стрия. 1908 року став членом Політехнічного товариства у Львові. 26 жовтня 1925 року обраний президентом Кола архітекторів, яке діяло в рамках товариства, а 26 листопада 1926 року — членом ревізійної комісії Кола. Тоді ж обраний до Сталої делегації архітекторів польських у Варшаві.
Опольський — автор проєктів низки промислових, громадських та житлових споруд у стилі модерн у Львові та Стрию. 1908 року заснував приватне архітектурно-будівельне бюро, яке діяло у Львові, початково на вулиці Дорошенка, 19, а від 1913 року на вулиці Франка, 33 на третьому поверсі. Під час першої світової війни керував реконструкцією ряду споруд для Управління відбудови краю (пол. Centrala Odbudowy Kraju). Після війни спільно з Вітольдом Мінкевичем займався будівництвом житлових будинків на вулицях Стрийській та Київській у Львові (проєкти Мінкевича). 
Був одним з учасників архітектурної виставки 1910 року у Львівському палаці мистецтв. Входив до складу Комітету польських техніків у Відні (близько 1915). Член журі конкурсу проєктів нової стрийської ратуші (1906), будинку земельного товариства в Перемишлі (1912).
Помер у 1943 році в рідному Журавні.

## Роботи
- Приватна чоловіча школа імені святого Юзефа на нинішній вулиці Поповича, 9 у Львові (1909)[10].
- Перебудова в сецесійному стилі житлового будинку на вулиці Генерала Чупринки, 6. Проєкт до 1910 року виконав Адольф Барон. Будувала фірма Опольського і Кендзерського[11].
- Будинок № 37 на вулиці Мирослава Скорика у Львові. Збудований 1911 року у стилі «романтичної» сецесії[12].
- Один із корпусів шпиталю святого Вінсента де Поля на вулиці Кривоноса, 1а у Львові (1911, спільно з Ігнатієм Кендзерським)[13].
- Католицький дім на вулиці Городоцькій, 36 у Львові, нині Львівський драматичний театр імені Лесі Українки. Збудований 1911 року. Співавтор Ігнатій Кендзерський[14]. Проєкт експонувався на архітектурній виставці 1910 року у Львівському палаці мистецтв[5].
- Будинки № 11—15, 20—24, 25—33 на нинішній вулиці Вишенського у Львові. Збудовані спільно з Ігнатієм Кендзерським у 1909—1912 роках[15].
- Дім Польського педагогічного товариства на нинішній вулиці Франка, 33 у Львові (1913).
- Чотириповерхова житлова кам’яниця на вулиця Котляревського, 15 у Львові (1912–1913, співавтор Ігнатій Кендзерський) у стилі модернізованого неокласицизму[16].
- Вілла І. Вайнфельда на вулиці Баравінських, 15 (1923—1924, співавтор Максиміліан Кочур)[17].
- Реконструкція інтер'єрів Народного дому у Львові (1930).
- Будинок гімназії ім. Королеви Ядвіги. Тепер Інститут патології крові на вулиці Генерала Чупринки, 45. Збудований у 1930—1934 роках у стилі функціоналізму[18].
- Дім Польського педагогічного товариства на вулиці Дудаєва, 17 у Львові[19].
- Дім Ремісничого товариства у Львові на нинішній площі Данила Галицького.
- Дім поліцейського управління у Стрию.
- Міський холодильник із фабрикою льоду у Стрию.
- Казарми кавалерії у Стрию.

Нереалізовані проекти
- Проєкт будинку Акціонерного кооперативного банку у Львові, розроблений спільно з Ігнатієм Кендзерським на конкурс 1909 року. Здобув перше місце, однак до реалізації усе ж прийнято проект Альфреда Захаревича, котрий здобув друге місце (нині це будинок № 3 на площі Генерала Григоренка)[20].
- Конкурсний проєкт торгового дому Бромільських у Львові, на розі нинішнього проспекту Шевченка, 6 та вулиці Чайковського, друга нагорода (1909, співавтор Ігнатій Кендзерський)[21].
- Проєкт приватної гімназії Софії Стшалковської на вулиці Зеленій, 22 у Львові. Створений спільно з Ігнатієм Кендзерським, затверджений 1911 року. Передбачав еклектичні фасади з елементами класицизму і відзначався досконалим, як на свій час, плануванням. Не був реалізований, однак планування лягло в основу нового проекту Альфреда Захаревича і Юзефа Сосновського. Спорудження завершено 1913 року[22].
- Проєкт для конкурсу 1913 року на нову будівлю Львівського університету на нинішній вулиці Грушевського. Співавтор Ян Протшке. Того ж року видано збірку проектів конкурсу, куди зокрема увійшла робота Опольського і Протшке[23].
- Проєкт санаторію у Криниці-Здруй на вулиці Нітрібітта. Призначений для конкурсу 1926 року. Не здобув нагород, але отримав відзнаку журі[24].
- Ратуша у Стрию.
- Дві школи у Стрию.